# کایلی مک‌کارتی
کایلی مک‌کارتی (انگلیسی: Kylie McCarthy؛ زادهٔ ۲۵ سپتامبر ۱۹۸۷) بازیکن فوتبال اهل انگلستان است. او در پست مدافع میانی برای باشگاه لوئیس در قهرمانی باشگاهی فوتبال زنان انگلستان بازی می کند. او در سپتامبر ۲۰۱۷ قرارداد امضا کرد،
وی همچنین در تیم‌های ملی فوتبال زیر ۲۳ سال زنان انگلستان و زنان ولز بازی کرده است.